# Den danske Halle-mission
Den danske Halle-mission var den første organiserede missionsvirksomhed i den protestantiske kirkehistorie.
1704 besluttede Frederik 4. at grundlægge en oversøisk mission i kolonien Trankebar, som var oprettet 1620 af Christian 4. og i 1706 nåede de tyske missionærer Bartholomäus Ziegenbalg (1682-1719) og Heinrich Plütschau (1676-1752) til kolonien i Indien, hvor Trankebar således blev udgangspunkt for den protestantiske mission i Sydindien.
På grund af politiske og religiøse forbindelser mellem det danske hof og pietiske kredse i Tyskland såvel som personlige kontakter mellem de første missionærer og August Hermann Francke udviklede De franckeske stiftelser i Halle (Die Franckeschen Stiftungen zu Halle) sig til et af de vigtigste udgangspunkter for missionsvirksomhed. 

De pietiske kredse i Halle omkring Francke og hans efterfølgere tegnede sig over de følgende knap halvandet hundrede år for udvælgelsen og uddannelsen af nye kandidater til udsendelse til Indien.
Det engelske selskab SPCK – Society for Promoting Christian Knowledge – deltog fra 1710 finansielt og logistisk i dette missionsarbejde, og fra dansk side styrkedes missionsarbejdet i det hele taget ved oprettelsen af Missionskollegiet i 1714.
Den første protestantiske mission i Forindien kom til at udgå fra Danmark, fordi Trankebar (fra 1616) var dansk besiddelse, og ifølge datidens opfattelse var regenten over en koloni ansvarlig for undersåtternes undervisning i kristendom. Kong Frederik 4., som sendte de første missionærer til Trankebar, har sandsynligvis fået tilskyndelse dertil fra Heinrich Wilhelm Ludolf, som en tid havde været sekretær hos prins Jørgen og efter at have opgivet denne stilling anvendte al sin tid til at rejse fra land til land for at vække åndeligt liv og fremme missionens sag. 1703—04 opholdt han sig i Danmark, og det lykkedes ham at vinde en indflydelsesrig kreds ved hoffet (enkedronning Charlotte Amalie, dronning Louise, prins Carl, prinsesse Sofie Hedevig og kammerherre Carl Adolf von Plessen) foruden selve kongen. Da der ikke fandtes nogle velegnede teologiske kandidater i Danmark, som kunne sendes ud som missionærer, henvendte hofpræst, dr. Lütkens sig til sine venner i Berlin, og gennem Joakim Lange fik man forbindelse med to unge pietistiske kandidater Ziegenbalg og Plütschau, som erklærede sig rede til at gå ud som missionærer. Sjællands biskop, Bornemann, lagde først hindringer i vejen for deres ordination; men på kongens befaling gav han dog efter, og den 29. november 1705 afsejlede de til Trankebar.
Arbejdet blev her begyndt med en energi og dygtighed, som med rette sikrer dem en fremtrædende plads inden for den evangeliske missionshistorie. Efter først at have sat sig ind i portugisisk, tog de fat på studiet af det »malabariske« sprog, som var vejen til studiet af den tamilske litteratur og forståelse af folkets tankegang og religion. Ziegenbalg viste sig snart i besiddelse af store sproglige evner, kunne således allerede efter få måneders forløb begynde at tale på tamulsk. Uagtet de var meget forsigtige med at døbe, kunne de allerede 1707 døbe de første 5 hedninger, og samme år indviedes den første kirke. Ziegenbalg kastede sig med al sin kraft over litterært arbejde, dels lærebøger til brug ved undervisning, og dels en malabarisk ordbog og oversættelse af Bibelen. Ny Testamente fik han færdigt 1711. Af Gamle Testamente fik han oversat halvdelen (fuldendt af Schultze 1725); endvidere skrev han et værk af stor religionshistorisk betydning, »Genealogie der malabarischen Götter«, som imidlertid først blev trykt 1857. Trankebar blev for Ziegenbalg udgangspunkt for adskillige rejser til andre byer, hvor han prøvede på at skaffe evangeliet indgang. 1712 var antallet af døbte 202 — for størstedelen pariaer, hvortil kom en del sudraer, men ingen højkastefolk. Arbejdet blev udført under store vanskeligheder. Forholdet mellem de pietistiske missionærer og de danske kolonipræster var ikke godt; hertil kom endvidere strid med katolikkerne og det meget spændte forhold, hvori missionærerne stod til den danske kommandant Hassius, som snart blev en bitter modstander af deres arbejde. Hassius lod således Ziegenbalg fængsle i længere tid. 1711 rejste Plütschau til Danmark for at klarlægge situationen; men da han ikke opnåede noget af betydning, rejste Ziegenbalg selv hjem i oktober 1714.
Herhjemme var der imidlertid foregået store forandringer til missionens bedste. Det danske Missionskollegium blev oprettet i december 1714 med gehejmeråd Johan Georg Holstein som leder og pagehovmester Wendt som sekretær. Ziegenbalg var blevet udnævnt til provst og havde derved fået en officiel myndighed, som i høj grad kunne komme missionen til gode. Endvidere blev Hassius afsat, og en missionsvenlig kommandant udnævnt i hans sted. Efter besøg i Tyskland og England, hvor missionen havde mange venner, vendte Ziegenbalg 1716 tilbage til Trankebar. Arbejdets vækst her betegnes ved begivenheder som oprettelsen af en kateketskole til uddannelse af indfødte evangelister og lærere, endvidere indvielse af den ny Jerusalemskirke i 1718. Ziegenbalg’s sidste år formørkedes en del derved, at missionen måtte lide under mangel på økonomisk støtte fra hjemlandet, idet sekretær Wendt ud fra teorier om apostel-missionsmetode og selvunderhold klagede over, at missionærerne brugte for meget. Ziegenbalg døde 23. februar 1719 — kun 36 år gammel. Gründler fortsatte en kort tid hans arbejde, men faldt snart sammen. Hans død (1720) havde den virkning, at man i Danmark indså det umulige i tanken om en »apostolsk« mission. Wendt selv faldt i unåde og blev afskediget. I en årrække der efter var Schultze leder af missionen, indtil han bosatte sig i Madras, hvor han gik over i det engelske selskabs tjeneste (S. P. C. K., Society for Promoting Christian Knowledge). Under hans efterfølger, Walther, oplevede missionen sin egentlige blomstringstid; men desværre kunne han ikke udholde klimaet, hvorfor han måtte forlade Indien 1739 (d. 1741). I Walther’s tid udvidedes Tamul-missionen til Tandschor, hvortil den indfødte kateket Aron blev udsendt. I Madras fulgte Fabricius efter Schultze og ydede en blivende indsats gennem sin nye tamilske bibeloversættelse (død 1791). Den betydeligste af den dansk-hallerske missions sendebud — og i det hele taget en af den evangeliske missions største personligheder — er C. F. Schwartz, der virkede i Trankebar, Tritsjinopoli og Tandschor og selv om han trådte i det engelske S. P. C. K.’s tjeneste, blev hans forbindelse med den lutherske Trankebar-mission ikke afbrudt af den grund. Da Schwartz døde 1798, var der ca. 35.000 døbte vundet gennem Trankebar-missionens arbejde. En af de betydeligste missionærer i slutningen af det 18. århundrede var Gericke, der især i Madras kom til at stå midt i et stærkt åndeligt røre (død 1803). I øvrigt gik det på den tid tilbage med missionen. I hjemlandet sygnede missionsinteressen efterhånden hen, og de urolige politiske forhold under Napoleonskrigene gjorde sig også gældende i Indien, idet Trankebar blev besat af englænderne 1808, og da Danmark endelig i 1845 solgte Trankebar til England, var der blevet helt stille om den forhen så blomstrende mission, som nu blev overdraget Leipzigermissionen, uagtet der fra Det danske Missionsselskabs side blev gjort forsøg på at overtage missionsarbejdet.